# Raoul Paquet
Raoul Paquet (* 2. Dezember 1893 in Lacolle, Québec; † 4. August 1946 vor Bonaventure Island) war ein kanadischer Organist, Musikpädagoge und Komponist.

## Leben
Paquet studierte in Montreal Klavier bei Arthur Letondal und Harmonielehre bei Rodolphe Mathieu und wirkte zugleich als Organist an der Kirche St-Pierre-Claver. Er setzte seine Studien von 1919 bis 1921 in Europa fort, wo er Schüler von Abel-Marie Decaux (Orgel), Marc Delmas (Harmonielehre) und Andrée Piltan (Klavier) war.
Er gab dann Orgelkonzerte in Kanada, kehrte aber 1923 nach Paris zurück, um Kontrapunkt bei Jean Gallon zu studieren. Danach war er in Montreal zunächst Chorleiter an der Kirche St-Stanislas, dan Organist an St-Sacrement und schließlich an St-Jean-Baptiste.
Paquet unterrichtete am Institut musical du Canada (1922) und an der École Vincent-d'Indy und war Gründungsprofessor des Conservatoire national of Montreal. Zu seinen Schülern zählten Félix R. Bertrand, Lydia Boucher, Gérard Caron, Maurice Dela, Romain Gour, Ernest Lavigne, Sister Marie-Stéphane (Hélène Côté), Juliette Milette, Sister Paul-du-Crucifix (Françoise Lefebvre) und Georgette Tremblay.
Paquet komponierte mehrere Motetten, zwei Messen, eine Toccata für Orgel, eine Suite für Klavier sowie den Gesang La Croix douloureuse.